# Xterra Triatlon
Xterra triatlon er en serie af off-road triatlonkonkurrencer med kombination af svømning i åbent vand (hav eller sø), mountainbike (MTB) og terrænløb.
Den første Xterra-konkurrence blev afholdt i 1996 på Maui under navnet Aquaterra. Det blev senere omdøbt til Xterra.

## Xterra i Danmark
Første Xterra-stævne på dansk grund blev afholdt lørdag den 12. august 2006 i Århus. Distancerne ved XTerra i Århus er 1500 m svømning – 28 km mountainbike – 10 km terrænløb. Svømningen er henlagt til Århus bugten på en 750 m bane, som svømmes to gange. Efter første omgang skal deltagerne op at løbe et kort stykke på strandbredden (dette blev dog fraveget i 2007 pga. et stort antal brandmænd tæt ved stranden). Mountainbike-ruten er en 14 km rute i Marselisborg Skov, som gennemkøres to gange. Det afsluttende terrænløb er på en 5 km rundstrækning ligeledes i Marselisborg Skov, som løbes to gange.
Den 3. udgave af stævnet var annonceret til 16. august 2008, men stævnet blev i maj 2008 aflyst. Arrangøren oplyste på sin hjemmeside, at det skyldtes manglende sponsorindtægter til dækning af udgifterne i forbindelse med afviklingen.
| Resultater ved XTerra Denmark | Resultater ved XTerra Denmark | Resultater ved XTerra Denmark | Resultater ved XTerra Denmark | Resultater ved XTerra Denmark | Resultater ved XTerra Denmark | Resultater ved XTerra Denmark | Resultater ved XTerra Denmark | Resultater ved XTerra Denmark                                    |
|                               |                               | Herrer                        | Herrer                        | Herrer                        | Damer                         | Damer                         | Damer                         |                                                                  |
| Stævnedato                    | Lokalitet                     | Vinder                        | Vindertid                     | Antal fuldførende             | Vinder                        | Vindertid                     | Antal fuldførende             | Resultater                                                       |
| ----------------------------- | ----------------------------- | ----------------------------- | ----------------------------- | ----------------------------- | ----------------------------- | ----------------------------- | ----------------------------- | ---------------------------------------------------------------- |
| 12. august 2006               | Århus                         | Nicolas Lebrun (Frankrig)     | 2:10:19                       | 61                            | Julie Dibens (UK)             | 2:22:54                       | 18                            | 2006 resultater Arkiveret 29. september 2007 hos Wayback Machine |
| 18. august 2007               | Århus                         | Ronny Dietz (Tyskland)        | 2:03:17                       | 77                            | Eszter Erdelyi (Ungarn)       | 2:21:21                       | 16                            | 2007 resultater Arkiveret 30. september 2007 hos Wayback Machine |
| 16. august 2008               | Århus                         | Stævnet aflyst.               | Stævnet aflyst.               | Stævnet aflyst.               | Stævnet aflyst.               | Stævnet aflyst.               | Stævnet aflyst.               | Stævnet aflyst.                                                  |

### Andre løb i Danmark
Hareskovens Triathlonklub også afholde off-road triatlon siden 2006 med mulighed for at vælge forskellige distancer. Svømningen sker i Buresø mellem Slangerup og Ganløse, hvor der svømmes 3,6 eller 900 m på en 300 m trekantbane. Mountainbikeruten er en 4.2 km rute i Krogenlund Skov, som gennemkøres 2, 4 eller 8 gange. Den afsluttende løbetur er på en 2,5 km ret kuperet og knoldet rundstrækning i Ganløse Eged.